# St. Michael (Woltersdorf)

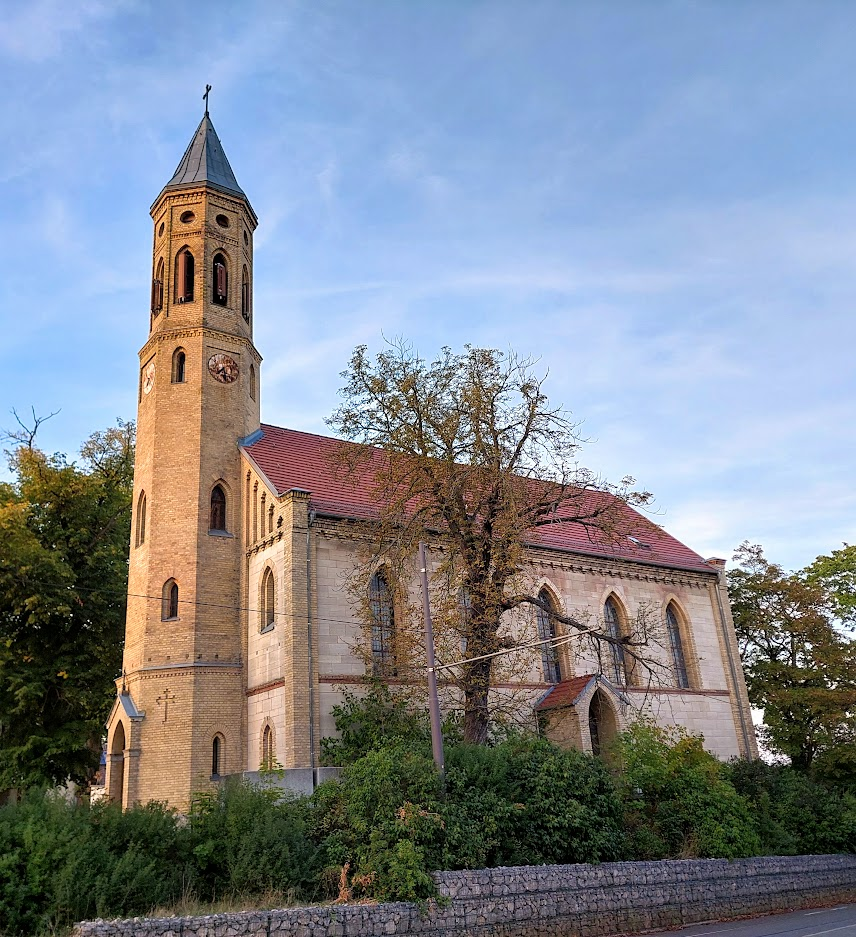
St. Michael vom Alten Krug aus gesehen

Die evangelische St.-Michael-Kirche ist die Dorfkirche der Brandenburger Gemeinde Woltersdorf. Es ist das dritte Kirchengebäude an dieser Stelle. Die Woltersdorfer Kirche befand sich seit ihrer Gründung 1555 bis 1859 unter dem Patronat des Berliner Magistrats.

## Lage
Die Woltersdorfer Kirche steht inmitten des Dorfangers der alten Hauptstraße (heute Rudolf-Breitscheid-Straße). Das Kirchenschiff ist nach Osten ausgerichtet. Südlich führen die Fahrstraße und die Straßenbahn vorbei, nördlich ein Fußweg und von Osten her ein kleiner Steig. Vor der Kirche befindet sich die Alte Schule, hinter ihr der Alte Kirchhof.

## Geschichte
Woltersdorf besaß im Mittelalter keine eigene Kirche. Die Bewohner waren in der Köpenicker Kirche eingepfarrt. Erst als die Stadt Berlin Woltersdorf 1487 aufkaufte, gab es an diesem Zustand Veränderungen. 1553 wurde Woltersdorf nach dem säkularisierten Rüdersdorf eingepfarrt, das näher gelegen war, und 1555 ließ der Berliner Magistrat in Woltersdorf eine eigene Kirche erbauen.

### Erster Kirchenbau (1555–1650)
„1 Schock und ein Groschen dem Krüger zu Woltersdorf vor 1 Faß Bier geben, so die Zimmerleute bei ihm ausgetrunken haben, das Holz zur Kirche geholt und 3 fl. 18 gr dem Zimmermann, die das Holz daselbst beschlagen haben.“

Die Kirche gehörte zur Pfarrei Rüdersdorf über ihren Bau ist jedoch nichts weiter bekannt. Sie überstand zwar die Verwüstung durch Wallensteins Truppen 1633, jedoch verfiel sie in den folgenden Jahren so weit, dass sie 1650 abgerissen wurde.

„Nachdem Euer Ehrwürdiger Rat zu Berlin hochnötigst befunden, dass die ganz baufällige Kirche zu Woltersdorf hinwiederum gebaut werden muss, wenn sich nur dazu einige Geldmittel erbringen lassen wollten.“

### Zweiter Kirchenbau (1658–1851)
1658 wurde die zweite Kirche eingeweiht. 1680 schenkte der Berliner Magistrat der Kirche einen Abendmahlskelch der „noch außen Pabstum ist“ mit der Inschrift „ihecus gracia“. 1712 wurde die Kirche "aufgebessert" um mehr Sitzplätze zu schaffen. 1746 wurde der Kirchturm mit Steinen ausgemauert. Im Siebenjährigen Krieg wurde der Kelch am 18. September 1758 auf Bitten des Pfarrers vom Berliner Magistrat mit nach Berlin genommen und erst am 21. Februar 1763 wieder zurückgebracht. Von 1828 bis 1830 wurde die Kirche unter der Leitung des Berliner Stadtbaurates Langerhans um 24 Fuß nach Osten verlängert und renoviert. Die Kosten trug der Berliner Magistrat zur Hälfte, die andere Hälfte zahlte die Kirchengemeinde bestehend aus dem Dorf Woltersdorf, dem Kietz, der Schleuse, Springeberg, Erkner und aller weiteren Siedlungen im I. Rüdersdorfer Heidedistrikt. In der Nacht zum 31. Mai 1851 fielen die zweite Kirche und zahlreiche Höfe einem Dorfbrand zum Opfer.

### Dritter Kirchenbau (seit 1854)
Der Bau der dritten Kirche kostete 9.800 Thaler. Am letzten Kriegstag in Woltersdorf, dem 21. April 1945, gab es noch einige Schusswechsel zwischen der Roten Armee und dem hiesigen Volkssturm. Dabei traf eine Granate den Kirchturm, der daraufhin in Brand geriet und auf das Kirchenschiff stürzte. Der Brand konnte nicht gelöscht werden, da einen Tag zuvor der Ortsgruppenleiter der NSDAP und der Bürgermeister mit dem letzten Feuerwehrwagen nach Westen geflüchtet waren.

## Kirchliche Einrichtungen

### Küsterhaus (Alte Schule)
1721 errichtete der Küster und Lehrer Johann Georg Krüger ein Küsterhaus vor der Kirche. Am 18. Oktober 1721 bat er die Gemeinde um eine Beteiligung von 26 Thalern, 16 Silbergroschen und 6 Pfennigen. Die Gemeinde weigerte sich jedoch bis aus einen den Betrag zu zahlen, woraus ein jahrzehntelanger Rechtsstreit erwuchs. 1771 wird die „Küsterei“ im Corpus Bonorum der Stadt erwähnt. 1799 wurde die baufällige Küsterei abgerissen und 1800 ein neues Küsterhaus errichtet. Dieses brannte 1851 zusammen mit der Kirche und zahlreichen Gehöften bei einem Dorfbrand in der Nacht von 30. auf den 31. Mai 1851 ab. Das dritte Küsterhaus wurde bereits 1852 bezogen, aber schnell als Schulgebäude zu klein und daher 1881 abgebrochen. 1882 wurde ein viertes Küsterhaus errichtet, das hauptsächlich als Schule genutzt wurde. Dieses Gebäude steht bis heute und wird als Kulturhaus Alte Schule genutzt.

### Kirchenacker
Der Kirche gehörte seit jeher ein Stück Ackerland an der Lindenallee (heute August-Bebel-Straße) am Fuße der Eichberge.

### Pfarrhaus
Erst als Woltersdorf 1854 eine eigene Pfarrstelle wurde, wurde auch ein Pfarrhaus nötig. 1907 erwarb die Kirchengemeinde ein Wohnhaus in der Bahnhofstraße 4 (heute Ethel-und-Julius-Rosenberg-Straße) für 28.640 Mark und richtete es als Pfarrhaus ein. Dieses Pfarrhaus wird bis heute genutzt.

## Küster
Der erste Küster von Woltersdorf wird bereits 1566 nur zehn Jahre nach Errichtung der Kirche genannt. Hans Willikow ließ 1566 seine Tochter Elisabeth taufen. Nach der Wiederbesiedlung des Dorfes ab 1642 sind die Küster bekannt. Ab 1717 waren die Küster wie überall im Königreich Preußen auch als Dorfschullehrer tätig.
| Küster          | von  | bis  |
| --------------- | ---- | ---- |
| Martin Noack    | 1676 | 1710 |
| David Petrich   | 1710 | 1715 |
| Michael Gericke | 1715 | 1720 |
| Georg Krüger    | 1720 | 1764 |
| Johann Lehmann  | 1764 | 1792 |
| Friedrich Bodin | 1792 | 1820 |
| Wilhelm Kühne   | 1821 | 1858 |
| Hermann Barth   | 1859 | 1899 |